# Tomura bicaudata
Tomura bicaudata är en snäckart som först beskrevs av Henry Augustus Pilsbry och McGinty 1946.  Tomura bicaudata ingår i släktet Tomura och familjen Cornirostridae. Inga underarter finns listade i Catalogue of Life.